# Philip Astley
Philip Astley (* 8. Januar 1742 in Newcastle-under-Lyme, England; † 27. Januar 1814 in Paris) ist der Begründer des modernen Zirkus. Zirkus ging aus der Pferdedressur hervor, deshalb wurden die Zirkusleute im 19. Jahrhundert oft „englische Reiter“ genannt.

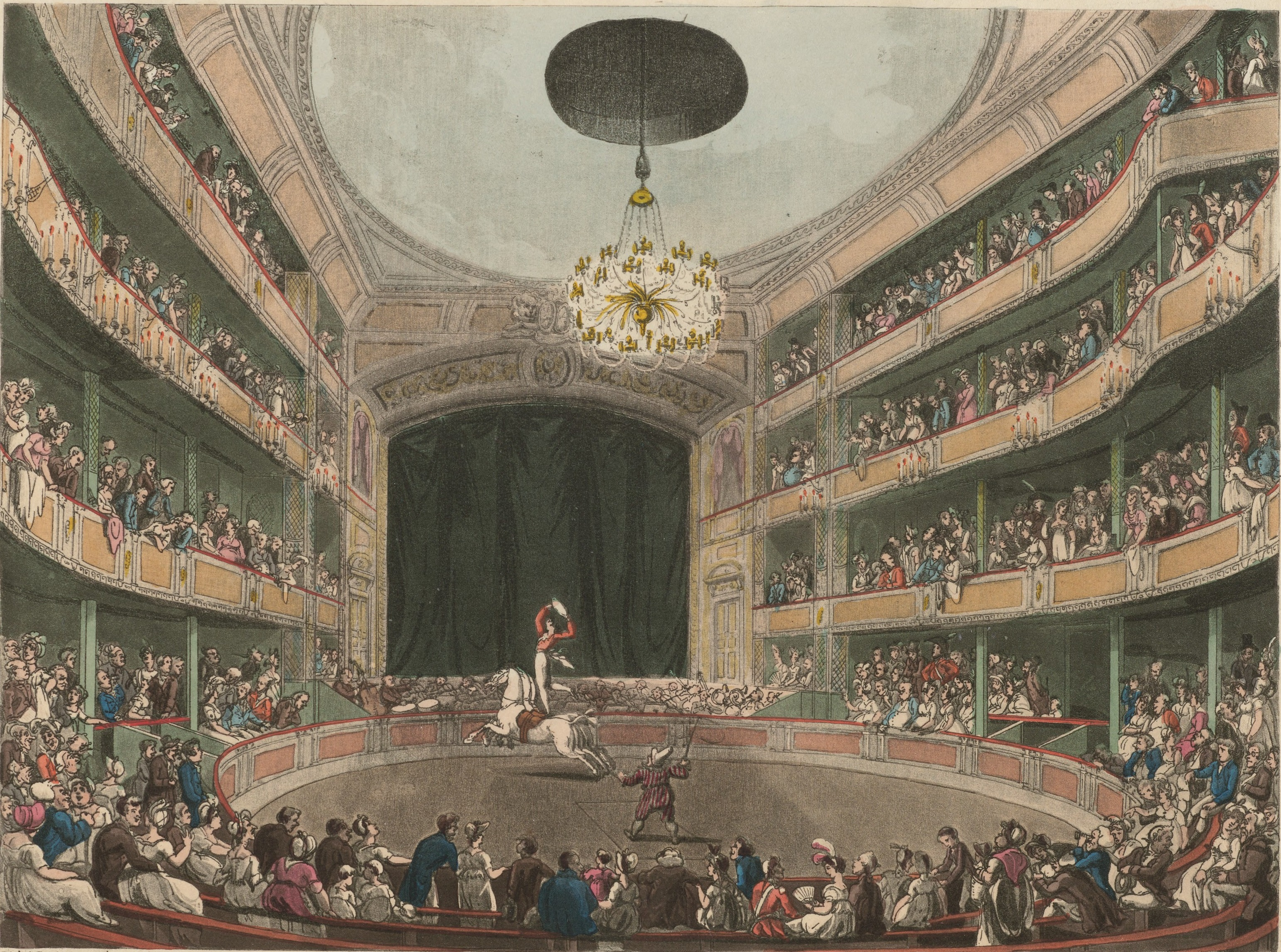
Astley's Royal Amphitheatre in London um etwa 1808.

## Leben
Astleys Vater war Schreiner und wollte seinem Sohn dieses Handwerk weitergeben, doch Philip zog es vor, mit Pferden zu arbeiten. Im Alter von 17 Jahren ging er daher zu den Dragonern (Colonel Eliott's Fifteenth Light Dragoon Regiment), wurde dort Unteroffizier und leistete Dienst im Franzosen- und Indianerkrieg in Nordamerika. Er war ein brillanter Reiter und hatte Freude am Erfinden und Einstudieren von Kunststücken.

### Von der Reitschule zum Zirkus
Im Jahr 1768 eröffnete Philip Astley eine Reitschule in London, südlich der Westminster Bridge, wo er morgens unterrichtete und nachmittags Vorführungen gab. Er nannte seine Arena nach dem Vorbild des römischen Circus Maximus „Circus“. Er wählte die runde Form, weil das Publikum das Geschehen so am besten überblicken konnte und weil sie den Reitern gestattete, im Kreis zu reiten und damit die Zentrifugalkräfte für ihre Kunststücke zu nutzen, etwa wenn sie beim Voltigieren auf dem Rücken ihres Pferds standen. Nach einigen Jahren ergänzte er seinen „ring“ mit einer Plattform, Sitzen und einem Dach. Astley's Circus hatte ursprünglich einen Durchmesser von etwa 19 Meter, später änderte er ihn auf etwa 13 Meter, was bis heute ein Standard für die Manege im Zirkus geblieben ist.

### Programmgestaltung
Durch seinen guten Ruf und seine wirtschaftliche Geschicklichkeit gelang es ihm bald, zu expandieren. Nach einigen Spielzeiten engagierte er weitere Dressurreiter, ein Orchester, einen Clown, Jongleure und weitere Artisten. So begründete er ein Zirkusunternehmen, wie man es bis heute kennt. Raubtiere im Zirkus zu präsentieren, wurde allerdings erst nach Astleys Tod üblich.
Was heute nicht mehr üblich ist, aber bei Astleys Programmen oft im Zentrum stand und sich das 19. Jahrhundert hindurch hielt, sind die sogenannten Hippodramen mit zumeist historischen Handlungen. Häufig waren Schlachtengemälde. Die Szenarien schrieb der populäre Theaterautor Charles Dibdin. Sie hatten großen Einfluss auf das Melodram des 19. Jahrhunderts.

### Expansion auf dem Kontinent
1772 wurde Astley vom französischen König Louis XV. zu einer Vorstellung nach Versailles eingeladen. Seinen Theaterbau Astley's Amphitheatre eröffnete er 1773 in London. Nach einem Brand im September 1794 wurde er durch Astley's Royal Amphitheatre ersetzt, in dem zum Ring noch eine Bühne hinzutrat. Astley gründete 1782 auch den ersten Zirkus in Paris, den er Amphitheatre Anglais nannte. In der Folgezeit eröffnete er 18 weitere Zirkusse in anderen europäischen Städten.